# Craig Baines
Pour les articles homonymes, voir Baines.
Craig Baines est un militaire de carrière canadien. En 2021, il est vice-amiral de la Marine Royale Canadienne.

## Biographie
Baines est né en Saskatchewan, Canada. Judoka de compétition, il a obtenu un diplôme universitaire de l'université du Manitoba.
En 1987, il rejoint l'armée canadienne, où il complète la formation régulière d'officier. Il sert ensuite d'officier navigant sur plusieurs bâtiments. En 2004, il est officier exécutif du HMCS Calgary. En 2007, il est nommé officier commandant de la frégate HMCS Winnipeg.
En 2010, il est nommé commandant de la CFB Esquimalt. Par la suite, il est nommé conseiller spécial du chef de la Défense.
En juillet 2014, il est nommé commandant de la flotte atlantique de la marine royale canadienne, avant d'être nommé en 2017 commandant des Forces maritimes de l'Atlantique (organisation chargée de l'entraînement et de la préparation des branches atlantique et arctique de la marine canadienne).
Le 12 janvier 2021, il est nommé commandant de la marine royale canadienne. Il est alors vice-amiral.
En juin 2021, la presse révèle qu'il a participé à une partie de golf avec Michael Rouleau et Jonathan Vance, alors que ce dernier est accusé d'inconduite sexuelle.